# Cantón de Chaource
El cantón de Chaource era una división administrativa francesa, que estaba situada en el departamento de Aube y la región de Champaña-Ardenas.

## Composición
El cantón estaba formado por veinticinco comunas:
- Avreuil
- Balnot-la-Grange
- Bernon
- Chaource
- Chaserey
- Chesley
- Coussegrey
- Cussangy
- Étourvy
- Lagesse
- La Loge-Pomblin
- Lantages
- Les Granges
- Les Loges-Margueron
- Lignières
- Maisons-lès-Chaource
- Metz-Robert
- Pargues
- Praslin
- Prusy
- Turgy
- Vallières
- Vanlay
- Villiers-le-Bois
- Vougrey

## Supresión del cantón de Chaource
En aplicación del Decreto n.º 2014-216 de 21 de febrero de 2014, el cantón de Chaource fue suprimido el 22 de marzo de 2015 y sus 25 comunas pasaron a formar parte del nuevo cantón de Les Riceys.